# Lescuraea ramuligera
Lescuraea ramuligera là một loài Rêu trong họ Leskeaceae. Loài này được (Mitt.) R.S. Chopra mô tả khoa học đầu tiên năm 1977.